# Dialektcluster
Ein Dialektcluster oder Dialektbündel ist eine Gruppe von nah verwandten und geographisch benachbarten Sprachvarietäten („Dialekte“), deren Einzelelemente nicht den Status von eigenständigen Sprachen haben. Die Zusammenfassung der Elemente eines Dialektclusters ergibt nicht zwingend eine „Sprache“, da zwar benachbarte Varietäten eines Clusters wechselseitig verständlich sind, geographisch entferntere Varietäten aber nicht wechselseitig verständlich sein müssen. Verwandt, aber nicht identisch ist der Begriff Dialektkontinuum (siehe unten).
Beispiel: Ein Dialektcluster A-B-C-D mit wechselseitiger Verständlichkeit von A-B, B-C, C-D, abgeschwächter Verständlichkeit von A-C, B-D, aber fehlender wechselseitiger Verständlichkeit A-D. Ein konkretes Beispiel ist die zum Niger-Kongo gehörende „Sprache“ Fulfulde oder Fulani, die in Wirklichkeit ein riesiges Dialektcluster im Westen Afrikas mit mehr als 20 Mio. Sprechern bildet.
In der genetischen Klassifikation werden Dialektcluster üblicherweise wie Sprachen behandelt. Z. B bilden Enneqor-Silte-Wolane-Urbareg-Zway ein Cluster innerhalb der südäthiopischen Sprachen, das man mit dem Kunstnamen Ost-Gurage zu einer sprachähnlichen Einheit bündelt. Als Ganzes ist das Cluster mit dem Harari oder Adare verwandt und bildet mit diesem einen Zweig des „transversalen“ Südäthiopischen (siehe Semitische Sprachen).
Vom „Dialektcluster“ zu unterscheiden ist der Begriff „Dialektkontinuum“. Zwar ist jedes Dialektcluster auch ein Dialektkontinuum, aber Dialektkontinua können im Gegensatz zum Dialektcluster auch innerhalb einer oder mehrerer Sprachen (Dachsprachen) existieren. (Z. B. das nordindische Dialektkontinuum innerhalb der indoarischen Sprachen; hier wird jeder Dialekt einer bestimmten Sprache zugerechnet, was allerdings bei Übergangsdialekten oft willkürlich ist.)

## Beispiele für Dialektcluster in folgenden Artikeln
- Sprachfamilien der Welt
- Japanisch-Ryūkyū
- Iranische Sprachen
- Niger-Kongo-Sprachen